# E-Prix de Buenos Aires
El e-Prix de Buenos Aires es una carrera anual de monoplazas eléctricos del campeonato mundial de Fórmula E, celebrada en Buenos Aires, Argentina. Se corrió por primera vez en la temporada 2014-15 de Fórmula E.

## Circuito

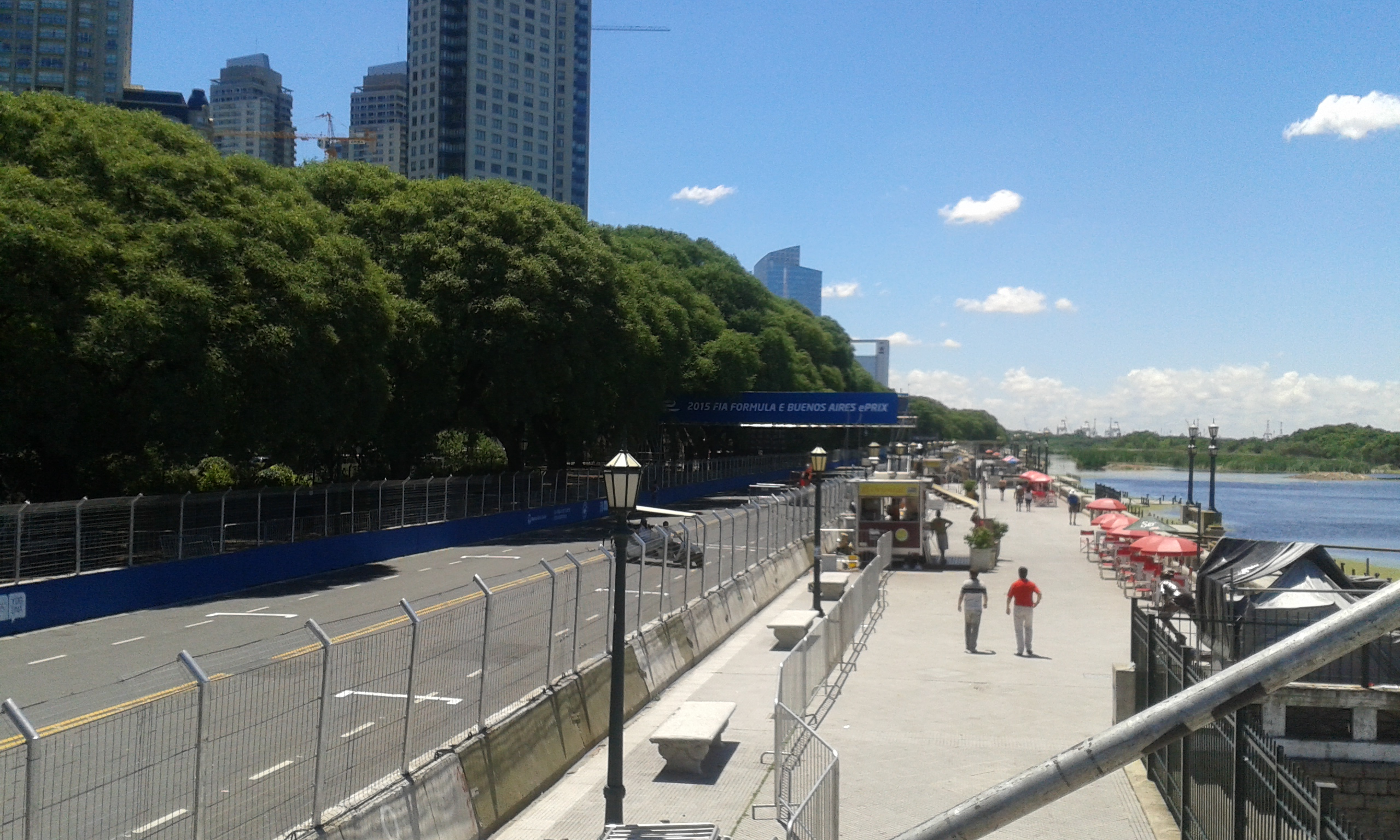
El circuito callejero de Puerto Madero, previo al e-Prix de 2015

El e-Prix de Buenos Aires se lleva a cabo en el circuito callejero de Puerto Madero, un circuito urbano localizado en Puerto Madero, barrio de Buenos Aires. Fue utilizado por primera vez el 10 de enero de 2015 en el cuarto e-Prix de la Fórmula E. La pista es de 2,44 km de longitud y cuenta con 12 curvas. El circuito fue diseñado por Santiago García Remohí.

## Ganadores
| Edición | Circuito      | Ganador                            | Segundo                        | Tercero                                      | Pole position                  | Vuelta rápida                    |
| ------- | ------------- | ---------------------------------- | ------------------------------ | -------------------------------------------- | ------------------------------ | -------------------------------- |
| 2015    | Puerto Madero | António Félix da Costa Amlin Aguri | Nicolas Prost e.dams Renault   | Nelson Piquet, Jr. China Racing              | Sébastien Buemi e.dams Renault | Sam Bird Virgin Racing           |
| 2016    | Puerto Madero | Sam Bird DS Virgin Racing          | Sébastien Buemi Renault e.dams | Lucas di Grassi ABT Schaeffler Audi Sport    | Sam Bird DS Virgin Racing      | Jérôme d'Ambrosio Dragon Racing  |
| 2017    | Puerto Madero | Sébastien Buemi Renault e.dams     | Jean-Éric Vergne Techeetah     | Nelson Piquet, Jr. ABT Schaeffler Audi Sport | Jean-Éric Vergne Techeetah     | Felix Rosenqvist Mahindra Racing |